# Капальди, Питер
Пи́тер Ду́ган Капа́льди (англ. Peter Dougan Capaldi; род. 14 апреля 1958 года, Глазго, Шотландия, Великобритания) — шотландский актёр, режиссёр, сценарист, продюсер и музыкант.
Сыграл множество ролей в кино и на телевидении, включая спин-доктора Малкольма Такера в комедийном сериале BBC «Гуща событий» и его фильме спин-оффе «В петле». Наиболее известен по исполнению роли Двенадцатого Доктора в британском научно-фантастическом телесериале «Доктор Кто».
Лауреат премии «Оскар» в категории «Лучший игровой короткометражный фильм» (1995) и двукратный лауреат премии BAFTA.

## Биография
Питер Капальди родился 14 апреля 1958 года в Глазго, Шотландия. Со стороны матери он имеет ирландские корни, со стороны отца — итальянские и шотландские. Питер вырос в северном районе Глазго Спрингбёрне вместе со своей младшей сестрой Стеллой. У его родителей, Джеральда и Нэнси, был собственный бизнес по производству мороженого.
Учился в St Teresa’s Primary School в Глазго, St Matthew’s Primary School в Бишопбриггсе и в St Ninian’s High School в Керкинтиллохе. В 1976 году Питер поступил в Школу искусств Глазго, которую с успехом окончил в 1980 году с дипломом в области графического дизайна. Там он был вокалистом и гитаристом в панк-группе The Dreamboys, барабанщиком в которой был будущий известный телеведущий, актёр и режиссёр Крейг Фергюсон. Прежде чем стать актёром, несколько лет выступал в качестве стендап-комика под псевдонимом Фрейзер Мики.

## Карьера
Хотя Питер начал сниматься в кино с 1982 года, его актёрский дебют состоялся ещё в 1974 году: в возрасте 16-ти лет он сыграл главную роль в адаптации пьесы «Визит инспектора» театральной труппой The Antonine Theatre Group в Бишопбриггсе. Прорывом для него стала его первая крупная роль в фильме «Местный герой» в 1983 году, который до сих пор считается классикой британского кино 80-х. В том же году актёр переезжает в Лондон и получает свои первые профессиональные роли в театре. Закрепил свой успех, в 1988 году сыграв в хорроре по роману Брэма Стокера «Логово белого червя» и кинофильме «Опасные связи».

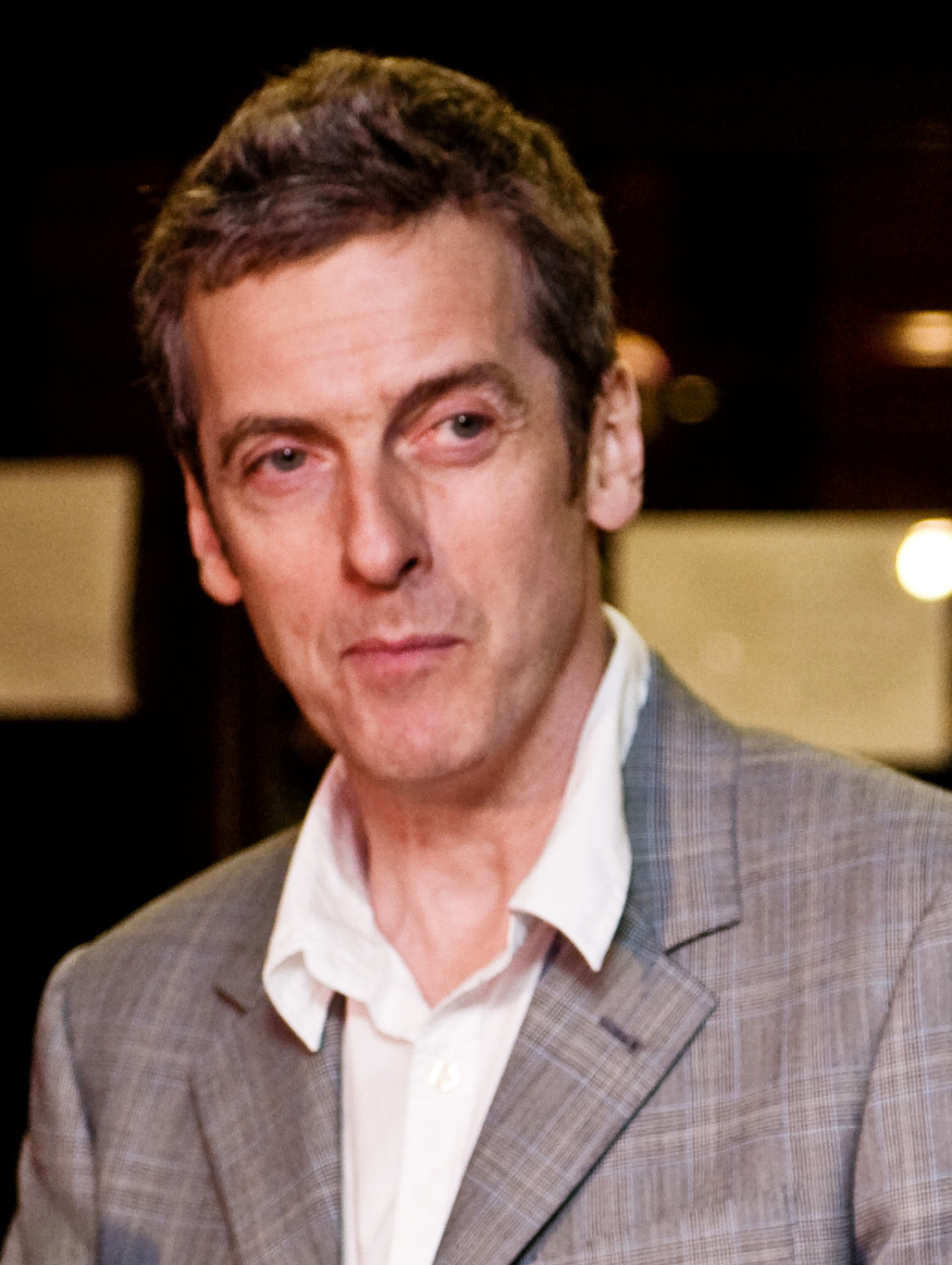
Питер Капальди в 2009 году

В 1993 году Капальди написал и поставил короткометражный фильм «Эта замечательная жизнь Франца Кафки» с Ричардом Э. Грантом в главной роли, за который был удостоен премий «Оскар» и BAFTA. Из его ролей в этот период стоит отметить Тристана Кэмпбелла в ситкоме «Викарий из Дибли», трансвестита Веру Рейнольдс в телесериале «Главный подозреваемый» и ангела Ислингтона в городском фэнтези Нила Геймана «Задверье».
В 2003 году Питер сыграл роль доктора Ронни Пилфри в комедийном сериале «Немного за сорок» вместе с Бенедиктом Камбербэтчем и Хью Лори. В 2004 году он снялся в триллере «Смертельный лабиринт», а также исполнил роль Жана Кокто в биографической драме «Модильяни». После этого актёр появился в таких телесериалах, как «Убийства в Мидсомере», «Воскрешая мёртвых» и «Молокососы».
В 2012 году он снял, написал сценарий и сыграл главную роль в псевдодокументальном телефильме «Звёзды Криклвуда», за что вновь был удостоен номинации на телевизионную премию BAFTA как режиссёр и сценарист в категории «Лучшая комедия». В этом же году Питер принял участие во втором сезоне новостной драмы «Час», исполнив роль страдающего ОКР главы отдела новостей Рэндалла Брауна, за которую он получил ещё одну номинацию на BAFTA.
В 2013 году Капальди воплотил образы Леонардо да Винчи в документальном фильме «Внутри разума Леонардо» и главного редактора британской газеты The Guardian Алана Расбриджера в фильме «Пятая власть», а также сыграл роль доктора Всемирной организации здравоохранения в зомби-хорроре «Война миров Z». В 2014 году он примерил на себя образ другой исторической фигуры — кардинала Ришельё в первом сезоне приключенческой драмы «Мушкетёры» и появился в семейной комедии «Приключения Паддингтона» в роли мистера Карри. Актёр вернулся к роли последнего и в сиквеле о приключениях медвежонка, выход которого состоялся в 2017 году.
Капальди озвучил персонажа Кролика в диснеевской киноленте «Кристофер Робин», чья премьера состоялась в 2018 году. В том же году он подарил свой голос ещё одному анимационному герою — чайке Кехаару в мини-сериале по книге Ричарда Адамса «Обитатели холмов». После этого актёр появился в адаптации романа Чарльза Диккенса о Дэвиде Копперфильде, где исполнил роль Уилкинса Микобера. Также в 2020 году Питер принял участие в телевизионной экранизации рассказа о привидениях «Участь Мартина», написанного М. Р. Джеймсом, сыграв роль адвоката Долбена.
Капальди присоединился к актёрскому составу супергеройского фильма вселенной DC «Отряд самоубийц: Миссия навылет» под руководством Джеймса Ганна, выход которого состоялся в 2021 году. Актёр исполнил роль злодея Мыслителя. После этого Питер снялся в биографической драме «Благословение», сыграв роль поэта Зигфрида Сассуна. Также Капальди получил главную роль в сериале-триллере «Час дьявола» от Amazon Prime Video, чья премьера состоялась в 2022 году. Помимо этого он исполнил ведущую роль детектива Дэниела Хегарти в криминальном триллере от Apple TV+ «Криминальное прошлое».

### «Гуща событий»
Прежде чем получить главную роль в сериале «Доктор Кто», Капальди был наиболее известен по роли сквернословящего старшего пресс-атташе премьер-министра Малкольма Такера в комедийном телесериале «Гуща событий», которую он исполнял с 2005 по 2012 год. Персонаж Такера в значительной степени основан на правой руке Тони Блэра Аластере Кэмпбелле, хотя сам актёр утверждал, что черпал вдохновение в образах голливудских продюсеров, таких как Харви Вайнштейн. В 2009 году по мотивам сериала был выпущен спин-офф «В петле», в котором Питер также вернулся к своей роли. За неё он получил в общей сложности четыре номинации на премию BAFTA, одну из которых выиграл в 2010 году.

### «Доктор Кто»

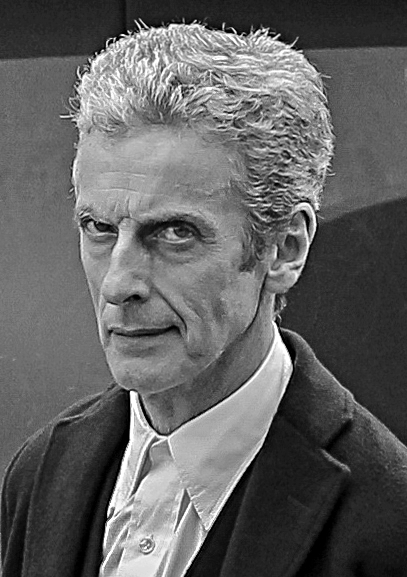
Питер Капальди на съёмках сериала «Доктор Кто» в Кардиффе в июне 2014 года

4 августа 2013 года было объявлено, что Капальди был выбран на роль двенадцатой инкарнации Доктора в культовом британском научно-фантастическом телесериале «Доктор Кто», где он впервые появился в рождественском спецвыпуске сериала 25 декабря 2013 года, а также, буквально на пару секунд, в юбилейном эпизоде «День Доктора» 23 ноября 2013 года. Для Питера это не было первым появлением во вселенной «Доктора Кто»: прежде, он сыграл Цецилия во второй серии 4 сезона «Огни Помпеи» и госслужащего Джона Фробишера в 3 сезоне «Торчвуда». Таким образом, он является одним из двух актёров (второй — Колин Бейкер), которые прежде чем сыграть Доктора, появлялись в сериале в другой роли. Капальди наряду с Уильямом Хартнеллом, исполнившим роль Первого Доктора, — самый возрастной актёр, игравший этого персонажа (не считая Джона Хёрта) (обоим на момент избрания на роль было 55 лет). Питер является давним фанатом шоу: будучи подростком, он написал несколько статей в журнал Radio Times по поводу сериала.
Капальди дважды занял 1-е место в рейтинге «Горячей сотни» символов Шотландии в сфере культуры по версии британского медиажурнала The List: в 2009 году как Малкольм Такер и в 2014 году уже как Двенадцатый Доктор.
В июле 2015 года вместе с Дженной Коулман, Мишель Гомес и Стивеном Моффатом представлял сериал на San Diego Comic-Con International. В том же году озвучил своего персонажа в компьютерной игре Lego Dimensions. На съёмках 9 сезона «Доктора Кто» актёр получил ту же травму колена, что и его предшественник, Мэтт Смит, вследствие обилия быстрой беготни по коридорам с резкими поворотами. Осенью 2015 года стало известно, что Капальди продлил свой контракт как минимум ещё на один сезон. В марте следующего года он подтвердил, что получил предложение остаться на 11 сезон сериала и рассматривает эту возможность.

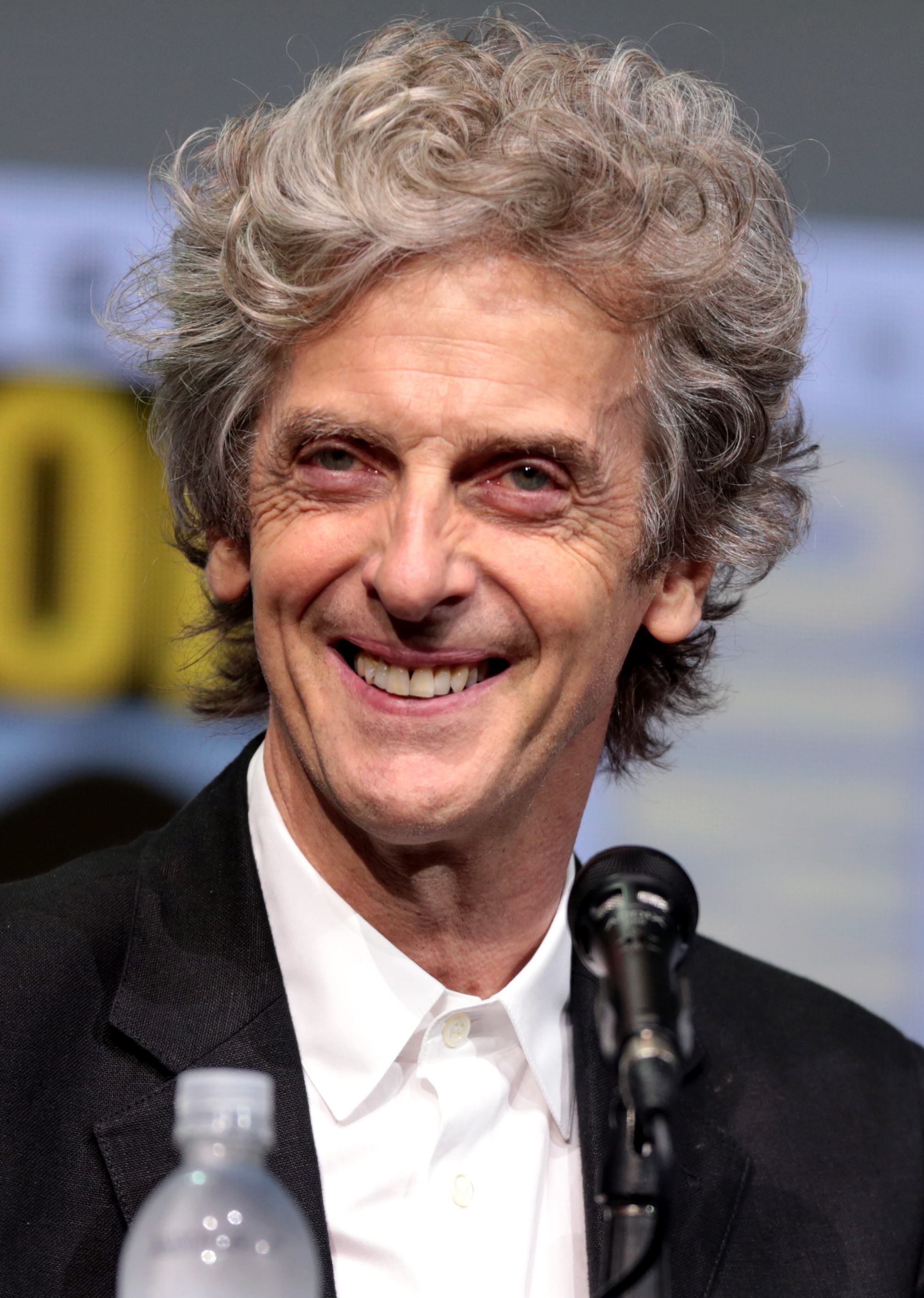
Питер Капальди на San Diego Comic-Con International в 2017 году.

19 марта 2016 года на La Mole Comic Con в Мехико был установлен новый мировой рекорд за самое большое число косплееров «Доктора Кто» в одном месте. На этом мероприятии присутствовали Питер Капальди, который принял сертификат книги рекордов Гиннесса, а также исполнительный продюсер Брайан Минчин.
Питер вновь исполнил роль Доктора в открывающей серии нового спин-оффа сериала под названием «Класс», премьера которого состоялась в октябре 2016 года.
30 января 2017 года было объявлено, что 10 сезон будет последним для Питера Капальди в роли Доктора. Заключительным эпизодом с его участием стал рождественский спецвыпуск 2017 года. В июле 2017 года актёр вновь представлял сериал на San Diego Comic-Con International вместе с Пёрл Маки, Мишель Гомес, Мэттом Лукасом, Стивеном Моффатом и Марком Гейтиссом.

## Личная жизнь
С 1986 года Капальди живёт в Лондоне вместе с актрисой и продюсером Элейн Коллинз, с которой познакомился в начале 1980-х. В июне 1991 года пара сыграла свадьбу в Стратблейне, недалеко от Глазго, а в декабре 1992 года у них родилась дочь Сесиль. Семья проживает в Масуэлл-Хилле, северном пригороде Лондона, а также имеет недвижимость в Валье-де-Лекрин, провинция Гранада, Испания. В июле 2021 года у Капальди родился внук Финли. В 2023 году у актёра родился ещё один внук.
Является троюродным дядей шотландского певца и музыканта Льюиса Капальди. В начале 2019 года Питер снялся в музыкальном клипе Льюиса на песню «Someone You Loved».
Капальди имеет двойное гражданство: ввиду Брексита он подал документы и получил одобрение на приобретение итальянского гражданства по праву происхождения через своего дедушку, который был родом из Пичиниско.

## Фильмография

### Актёр кино
| Год  |     | Русское название                 | Оригинальное название                     | Роль                    |
| ---- | --- | -------------------------------- | ----------------------------------------- | ----------------------- |
| 1982 | ф   |                                  | Living Apart Together                     | Джо Эдвардс             |
| 1983 | ф   | Местный герой                    | Local Hero                                | Дэнни Олдсен            |
| 1984 | ф   | Господи помилуй                  | Bless My Soul                             | гость                   |
| 1985 | ф   | Дневник черепахи                 | Turtle Diary                              | помощник продавца       |
| 1987 | ф   | Дитя любви                       | The Love Child                            | Диллон Флинн            |
| 1988 | ф   | Логово белого червя              | The Lair of the White Worm                | Ангус Флинт             |
| 1988 | ф   | Опасные связи                    | Dangerous Liaisons                        | Азолан                  |
| 1991 | ф   | Невеста декабря                  | December Bride                            | Сорлисон в молодости    |
| 1991 | кор | Начистоту                        | Straight Talking                          | Колин Уизерс            |
| 1992 | кор | Озеро                            | The Lake                                  | Макс                    |
| 1992 | ф   | В автомобиле по обочине          | Soft Top, Hard Shoulder                   | Гэвин Беллини           |
| 1994 | ф   | В западне                        | Captives                                  | Саймон                  |
| 1996 | кор |                                  | The Grapevine                             |                         |
| 1997 | ф   | Снежное чувство Смиллы           | Smilla's Sense of Snow                    | Бирго Лэндер            |
| 1997 | ф   | Мистер Бин                       | Bean                                      | Гарет                   |
| 1997 | ф   | Надувательство                   | Shooting Fish                             | мистер Гилзен           |
| 1998 | ф   | Мышиная возня                    | What Rats Won't Do                        | Тони                    |
| 2002 | ф   | Капустная война миссис Колдикот  | Mrs Caldicot's Cabbage War                | Дерек                   |
| 2002 | ф   | Макс                             | Max                                       | Дэвид Кон               |
| 2003 | кор | Стрелок Дэйв едет на восток      | Shotgun Dave Rides East                   | Роб                     |
| 2004 | ф   | Смертельный лабиринт             | House of 9                                | Макс Рой                |
| 2004 | ф   | Найсландия                       | Niceland (Population. 1.000.002)          | Джон                    |
| 2004 | ф   | Модильяни                        | Modigliani                                | Жан Кокто               |
| 2005 | ф   | Зверь                            | Wild Country                              | отец Стив               |
| 2005 | ф   | Свидетель на свадьбе             | The Best Man                              | священник               |
| 2007 | кор | Спасение                         | Salvage                                   | Джеймс Малрэй           |
| 2007 | ф   | Фокусники                        | Magicians                                 | Майк Фрэнсис            |
| 2008 | ф   | Любовница дьявола                | The Devil's Whore                         | король Карл I           |
| 2009 | ф   | В петле                          | In the Loop                               | Малкольм Такер          |
| 2010 | кор | Бистро                           | Bistro                                    | Макс                    |
| 2011 | ф   | Большой жирный бандит-цыган      | Big Fat Gypsy Gangster                    | доктор Питер Ван Геллис |
| 2013 | ф   | Война миров Z                    | World War Z                               | доктор WHO в Уэльсе     |
| 2013 | ф   | Пятая власть                     | The Fifth Estate                          | Алан Расбриджер         |
| 2014 | ф   | Малефисента                      | Maleficent                                | король Кинлох           |
| 2014 | ф   | Приключения Паддингтона          | Paddington                                | мистер Карри            |
| 2014 | ки  | Доктор и далек                   | The Doctor and the Dalek                  | Доктор                  |
| 2015 | ки  | Doctor Who Game Maker            | Doctor Who Game Maker                     | Доктор                  |
| 2015 | ки  | Lego Dimensions                  | Lego Dimensions                           | Двенадцатый Доктор      |
| 2016 | кор |                                  | The Complete Walk: Titus Andronicus       | Тит Андроник            |
| 2017 | ф   | Приключения Паддингтона 2        | Paddington 2                              | мистер Карри            |
| 2018 | ф   | Кристофер Робин                  | Christopher Robin                         | Кролик                  |
| 2019 | кор | Lewis Capaldi: Someone You Loved | Lewis Capaldi: Someone You Loved          | Дэвид Саймон            |
| 2019 | ф   | История Дэвида Копперфилда       | The Personal History of David Copperfield | Уилкинс Микобер         |
| 2021 | ф   | Отряд самоубийц: Миссия навылет  | The Suicide Squad                         | Мыслитель/Гай Гривз     |
| 2021 | ф   | Благословение                    | Benediction                               | Зигфрид Сассун          |

### Актёр телевидения
| Год          |     | Русское название                           | Оригинальное название                    | Роль                               |
| ------------ | --- | ------------------------------------------ | ---------------------------------------- | ---------------------------------- |
| 1984         | с   | Королевский суд                            | Crown Court                              | Эймон Доннелли                     |
| 1985         | тф  |                                            | The Personal Touch                       | Доминик                            |
| 1985         | с   | Механик                                    | Minder                                   | Оззи                               |
| 1985         | с   | Скиталец                                   | Travelling Man                           | Джон                               |
| 1985         | тф  | Джон и Йоко: История любви                 | John and Yoko: A Love Story              | Джордж Харрисон                    |
| 1986         | с   | Глаза кошек                                | C.A.T.S. Eyes                            | Колдикотт                          |
| 1986         | тф  |                                            | God's Chosen Car Park                    | Эверард                            |
| 1987         | мтф |                                            | Up Line                                  | Скотт Дейр                         |
| 1987         | тф  | Повесть о затворнике                       | The Story of a Recluse                   | Джейми Кирквуд                     |
| 1988         | с   | Раб С. Несбитт                             | Rab C. Nesbitt                           | Джон                               |
| 1989         | мтф |                                            | Shadow of the Noose                      | Роберт Вуд                         |
| 1989         | тф  |                                            | Dream Baby                               | Уилли                              |
| 1989         | с   | Драмарама                                  | Dramarama                                | Тони                               |
| 1990         | мтф |                                            | Chain                                    | Роберт Макрэй                      |
| 1990         | с   | Тайны Рут Ренделл                          | The Ruth Rendell Mysteries               | Зено Ведаст                        |
| 1991         | с   | Пуаро Агаты Кристи                         | Agatha Christie's Poirot                 | Клод Лэнгтон                       |
| 1991         | с   | Второй экран                               | Screen Two                               | Брюс Колдфилд                      |
| 1991         | мтф | Торгуя Гитлером                            | Selling Hitler                           | Томас Вальде                       |
| 1991         | мтф | Возвращённый Титмусс                       | Titmuss Regained                         | Кен Кракен                         |
| 1992         | тф  | Клонирование Джоанны Мэй                   | The Cloning of Joanna May                | Айзек                              |
| 1992         | мтф | Крестовый поход мистера Уэйкфилда          | Mr. Wakefield's Crusade                  | Люк Уэйкфилд                       |
| 1992         | с   | Первопроходцы Северной Америки             | Early Travellers in North America        | Роберт Льюис Стивенсон             |
| 1992         | мтф | Секретный агент                            | The Secret Agent                         | мистер Владимир                    |
| 1993         | тф  | Любовь Микки                               | Micky Love                               | Дэвид Критчли                      |
| 1993         | с   | Комик Стрип представляют...                | The Comic Strip Presents...              | Джон                               |
| 1993         | с   |                                            | Stay Lucky                               | Робин                              |
| 1993         | мтф | Главный подозреваемый 3                    | Prime Suspect 3                          | Вера Рейнольдс                     |
| 1994—1995    | с   | Новейшее шоу Алексея Сэйла                 | The All New Alexei Sayle Show            | Даг Хаттон/Шерлок Холмс            |
| 1994         | с   | Чендлер и компания                         | Chandler & Co                            | Ларри Блейксон                     |
| 1994—1996    | с   | Викарий из Дибли                           | The Vicar of Dibley                      | Тристан Кэмпбелл                   |
| 1995         | тф  | Беглец                                     | Runway One                               | Мик Галлиган                       |
| 1996         | с   | Дельта-волны                               | Delta Wave                               | Динсдейл Драко                     |
| 1996         | тф  | Искатели сокровищ                          | The Treasure Seekers                     | Джеллико                           |
| 1996         | кор |                                            | Lost for Words                           | путешественник                     |
| 1996         | мтф | Задверье                                   | Neverwhere                               | Ислингтон                          |
| 1996         | тф  |                                            | Giving Tongue                            | Дункан Филдинг                     |
| 1996         | мтф | Воронья дорога                             | The Crow Road                            | Рори Макхоэн                       |
| 1997         | с   | Биография                                  | Biography                                | рассказчик                         |
| 1997         | мтф | История Тома Джонса, найдёныша             | The History of Tom Jones, a Foundling    | лорд Фелламар                      |
| 1997         | кор | Я тоже ненавижу Рождество                  | I Hate Christmas Too                     |                                    |
| 1997         | док | Джеймс Стюарт: Последний из хороших парней | James Stewart: The Last of the Good Guys | рассказчик                         |
| 1998—2016    | с   | Горизонт                                   | Horizon                                  | рассказчик                         |
| 1998         | с   | Закладка                                   | Bookmark                                 | Джеймс Босуэлл                     |
| 1998         | с   | Исследуя науку                             | Discovering Science                      | рассказчик                         |
| 1999         | с   | Психи                                      | Psychos                                  | Марк Коллинз                       |
| 1999         | тф  | Крупнейший магазин мира                    | The Greatest Store in the World          | мистер Уискерс                     |
| 2001         | тф  | Отель!                                     | Hotel!                                   | Хилтон Гилфойл                     |
| 2001         | с   | Высокие ставки                             | High Stakes                              | Майкл Калдервуд                    |
| 2002         | кор | Стереометрия                               | Solid Geometry                           | Дэвид Хантер                       |
| 2003         | тф  | Безусловная любовь                         | Unconditional Love                       | инспектор Терри Мейчин             |
| 2003         | с   | Под прикрытием                             | In Deep                                  | Джереми Чёрч                       |
| 2003         | с   | Немного за сорок                           | Fortysomething                           | доктор Ронни Пилфри                |
| 2003         | с   | Судья Джон Дид                             | Judge John Deed                          | Алан Роксборо                      |
| 2004         | с   | Море душ                                   | Sea of Souls                             | Гордон Флеминг                     |
| 2004         | тф  | Прохожий                                   | Passer By                                | адвокат защиты                     |
| 2004         | с   | Моя семья                                  | My Family                                | Колин Джадд                        |
| 2004         | с   | Война Фойла                                | Foyle's War                              | Рэймонд Картер                     |
| 2004         | с   | Пип-шоу                                    | Peep Show                                | профессор Алистер Маклейш          |
| 2005         | с   | Вторая половина дня                        | The Afternoon Play                       | Билли Шэннон                       |
| 2005—2012    | с   | Гуща событий                               | The Thick of It                          | Малкольм Такер                     |
| 2005         | док | Место назначения — Шотландия               | Destination Scotland                     | рассказчик                         |
| 2005—2011    | с   | Произведения искусства Шотландии           | Artworks Scotland                        | рассказчик/играет самого себя      |
| 2006         | док | Спасение субмарины                         | Submarine Rescue                         | рассказчик                         |
| 2006         | тф  | Пиночет в пригороде                        | Pinochet in Suburbia                     | Энди Макэнти                       |
| 2006         | с   | Донован                                    | Donovan                                  | доктор Ангус Болдуин               |
| 2006         | с   | Рыбаки на траулере                         | Trawlermen                               | рассказчик                         |
| 2006         | с   | Убийства в Мидсомере                       | Midsomer Murders                         | Лоренс Баркер                      |
| 2006         | тф  |                                            | Aftersun                                 | Джим                               |
| 2006         | с   | Марсиане и мы                              | The Martians and Us                      | рассказчик                         |
| 2006         | кор | Хогманай с привидениями                    | Haunted Hogmanay                         | Джефф Уайли                        |
| 2007         | с   | Воскрешая мёртвых                          | Waking the Dead                          | Люсьен Кэлвин                      |
| 2007—2008    | с   | Молокососы                                 | Skins                                    | Марк Дженкинс                      |
| 2007         | мтф | Падший ангел                               | Fallen Angel                             | Генри Эпплтон                      |
| 2007         | с   | Подъём                                     | Coming Up                                | Джо                                |
| 2008         | док | Внутри ХАМАС                               | Inside Hamas                             | рассказчик                         |
| 2008         | с   | Доктор Кто                                 | Doctor Who                               | Цецилий                            |
| 2008         | мтф | Полуночный человек                         | Midnight Man                             | Тревор                             |
| 2008         | кор |                                            | Glendogie Bogey                          | Джефф Уайли                        |
| 2008         | с   | Хладнокровие                               | Cold Blood                               | рассказчик                         |
| 2008         | док | Человек, который объехал мир               | The Man Who Cycled the World             | рассказчик                         |
| 2008         | мтф | Любовница Дьявола: Унесённые страстью      | The Devil's Whore                        | король Карл I                      |
| 2008         | док | Образцовый детектив                        | The Perfect TV Detective                 | рассказчик                         |
| 2009         | с   | Торчвуд                                    | Torchwood                                | Джон Фробишер                      |
| 2009—2010    | с   | Старость — не радость                      | Getting On                               | доктор Питер Хили                  |
| 2009         | док | Портрет Шотландии                          | A Portrait of Scotland                   | ведущий                            |
| 2009         | с   | Десятиминутные истории                     | 10 Minute Tales                          | мужчина                            |
| 2010—2011    | с   | История футбола                            | The Football Years                       | рассказчик                         |
| 2010         | с   | Кровавые иностранцы                        | Bloody Foreigners                        | рассказчик                         |
| 2010         | с   | Обвиняемые                                 | Accused                                  | Фрэнк Райлэнд                      |
| 2010         | мтф | Рождество                                  | The Nativity                             | Бальтазар                          |
| 2011         | мтф | Как управлять атомной подводной лодкой     | How To Command a Nuclear Submarine       | рассказчик                         |
| 2011         | тф  | Подозрения мистера Уичера                  | The Suspicions of Mr Whicher             | Сэмюэл Кент                        |
| 2011         | с   | Поле крови                                 | The Field of Blood                       | доктор Пит                         |
| 2011         | мс  | Пингвины из Мадагаскара                    | The Penguins of Madagascar               | дядя Найджел                       |
| 2011—2018    | с   | BBC: Живой мир                             | Natural World                            | рассказчик                         |
| 2012         | тф  | Звёзды Криклвуда                           | The Cricklewood Greats                   | играет самого себя/Лесли Грейнджли |
| 2012         | с   | Панк-Британия                              | Punk Britannia                           | рассказчик                         |
| 2012         | кор |                                            | Excerpt of Black Drop                    | рассказчик                         |
| 2012         | с   | Час                                        | The Hour                                 | Рэндалл Браун                      |
| 2013         | док | Внутри разума Леонардо                     | Inside the Mind of Leonardo              | Леонардо да Винчи                  |
| 2013         | с   | Воображать                                 | Imagine                                  | ведущий                            |
| 2013—2017    | с   | Доктор Кто                                 | Doctor Who                               | Двенадцатый Доктор                 |
| 2014         | с   | Мушкетёры                                  | The Musketeers                           | кардинал Ришельё                   |
| 2014         | кор | Исследуя сюрреализм                        | Unlock Art: Exploring the Surreal        | ведущий                            |
| 2014         | с   | Шетланд                                    | Shetland                                 | диктор по радио                    |
| 2014—2015    | с   | Доктор Кто: Дополнительно                  | Doctor Who Extra                         | играет самого себя/Доктор          |
| 2016         | док |                                            | Aliens: The Big Think                    | рассказчик                         |
| 2016         | с   | Класс                                      | Class                                    | Доктор                             |
| 2016         | док | Тюрьма, мои родители и я                   | Prison, My Parents and Me                | рассказчик                         |
| 2018         | док | Трудный путь домой Зои Болл                | Zoe Ball's Hardest Road Home             | рассказчик                         |
| 2018         | с   | Обитатели холмов                           | Watership Down                           | Кехаар                             |
| 2019         | док | Как увидеть чёрную дыру                    | How to See a Black Hole                  | рассказчик                         |
| 2019         | тф  | Участь Мартина                             | Martin's Close                           | Долбен                             |
| 2020         | док | Быть Бетховеном                            | Being Beethoven                          | Людвиг ван Бетховен                |
| 2022         | док | Ривервудс — нерассказанная история         | Riverwoods – An Untold Story             | рассказчик                         |
| 2022 — н. в. | с   | Час дьявола                                | The Devil's Hour                         | Гидеон Шепард                      |
| 2022         | мс  | Большой рот                                | Big Mouth                                | Шеймус Макгрегор                   |
| 2024 — н. в. | с   | Криминальное прошлое                       | Criminal Record                          | старший инспектор Дэниел Хегарти   |
| 2025         | с   | Чёрное зеркало                             | Black Mirror                             | Кэмерон Уокер                      |

### Актёр театра
| Год       | Русское название                                | Оригинальное название                           | Роль                | Театр                                     |
| --------- | ----------------------------------------------- | ----------------------------------------------- | ------------------- | ----------------------------------------- |
| 1974      | Визит инспектора                                | An Inspector Calls                              |                     | Форт, Бишопбриггс                         |
| 1976      |                                                 | Whaur’s yer Willie Wallace noo?                 |                     | Стратклайд, Эдинбург                      |
| 1983      | Джон, Пол, Джордж, Ринго и Берт                 | John, Paul, George, Ringo and Bert              | Джон Леннон         | Янг-Вик, Лондон                           |
| 1983      | Двенадцатая ночь                                | Twelfth Night                                   | Фабиан              | Янг-Вик, Лондон                           |
| 1983      | Дуэнья                                          | The Duenna                                      |                     | Янг-Вик, Лондон                           |
| 1983      |                                                 | Doom Doom Doom                                  |                     | Ройал-Корт, Лондон                        |
| 1983      | Отелло                                          | Othello                                         |                     |                                           |
| 1984      | Братья по крови                                 | Blood Brothers                                  | Эдди                | тур по Британии                           |
| 1984      | Дракула                                         | Dracula                                         | Джонатан Харкер     | Хаф-Мун, Лондон                           |
| 1985      | Песни для бродячих кошек и других живых существ | Songs for Stray Cats and Other Living Creatures | Грэм                | Пэйнс-Плау, тур по Британии               |
| 1986      |                                                 | All the Fun of the Fair                         |                     | Хаф-Мун, Лондон                           |
| 1987      |                                                 | Cabaret Downstairs                              | мистер Мики         | Траверс, Эдинбург                         |
| 1988      | Шоу Тома и Сэмми Джо                            | The Tom and Sammy Jo Show                       | Том                 | Трон, Глазго                              |
| 1989      |                                                 | Valued Friends                                  | Говард              | Хэмпстед, Лондон                          |
| 1989      |                                                 | Treats                                          | Патрик              | Хэмпстед, Лондон                          |
| 1993      | Убить легко                                     | Murder is Easy                                  | Люк Фицуильям       | Театр герцога Йоркского, Вест-Энд, Лондон |
| 1998      | Поцелуй Иуды                                    | The Judas Kiss                                  | Робби Росс          | Алмейда, Лондон                           |
| 1998      | Поцелуй Иуды                                    | The Judas Kiss                                  | Робби Росс          | Плейхаус, Вест-Энд, Лондон                |
| 1998      | Поцелуй Иуды                                    | The Judas Kiss                                  | Робби Росс          | Бродхёрст, Бродвей, Нью-Йорк              |
| 2001      |                                                 | Feelgood                                        | Пол                 | Гаррик, Вест-Энд, Лондон                  |
| 2007      | Абсурдия                                        | Absurdia                                        | различные персонажи | Донмар, Вест-Энд, Лондон                  |
| 2011—2012 | Игры джентльменов                               | The Ladykillers                                 | профессор Маркус    | Плейхаус, Ливерпуль                       |
| 2011—2012 | Игры джентльменов                               | The Ladykillers                                 | профессор Маркус    | Гилгуд, Вест-Энд, Лондон                  |
| 2021      | Созвездия                                       | Constellations                                  | Роланд              | Донмар, Вест-Энд, Лондон                  |

### Режиссёр и сценарист
| Год       |     | Русское название                     | Оригинальное название               | Роль                |
| --------- | --- | ------------------------------------ | ----------------------------------- | ------------------- |
| 1993      | ф   | В автомобиле по обочине              | Soft Top, Hard Shoulder             | сценарист           |
| 1993      | кор | Эта замечательная жизнь Франца Кафки | Franz Kafka's It's a Wonderful Life | режиссёр, сценарист |
| 2001      | ф   | Вылитый Синатра                      | Strictly Sinatra                    | режиссёр, сценарист |
| 2009—2010 | с   | Старость — не радость                | Getting On                          | режиссёр            |
| 2009      | док | Портрет Шотландии                    | A Portrait of Scotland              | сценарист           |
| 2012      | тф  | Звёзды Криклвуда                     | The Cricklewood Greats              | режиссёр, сценарист |
| 2023      | с   |                                      | They F**k You Up                    | режиссёр            |

## Дискография

### Студийные альбомы
- St. Christopher (2021)
- Sweet Illusions (2025)

### Синглы
- Bela Lugosi’s Birthday / Outer Limits / Shall We Dance (1980)
- If I Could Pray (2020)
- St. Christopher (Edit) (2021)
- In Person (2022)
- Bin Night (2024)
- Is It Today (2024)

## Награды и номинации
| Год  | Награда                                                | Категория                                          | Работа                                    | Результат | Ист.    |
| ---- | ------------------------------------------------------ | -------------------------------------------------- | ----------------------------------------- | --------- | ------- |
| 1993 | BAFTA Scotland                                         | Лучший актёр                                       | «В автомобиле по обочине»                 | Победа    | [ 59 ]  |
| 1993 | BAFTA Scotland                                         | Лучший короткометражный фильм                      | «Эта замечательная жизнь Франца Кафки»    | Победа    | [ 60 ]  |
| 1993 | Премия Атлантического кинофестиваля                    | Лучший игровой фильм                               | «Эта замечательная жизнь Франца Кафки»    | Победа    | [ 61 ]  |
| 1993 | Премия Атлантического кинофестиваля                    | Лучший короткометражный фильм                      | «Эта замечательная жизнь Франца Кафки»    | Победа    | [ 61 ]  |
| 1994 | Angers European First Film Festival Audience Award     | Короткометражный фильм                             | «Эта замечательная жизнь Франца Кафки»    | Победа    | [ 62 ]  |
| 1994 | BAFTA                                                  | Лучший короткометражный фильм                      | «Эта замечательная жизнь Франца Кафки»    | Победа    | [ 63 ]  |
| 1994 | Премия Кельтского медиафестиваля                       | Лучший новый режиссёр                              | «Эта замечательная жизнь Франца Кафки»    | Победа    | [ 61 ]  |
| 1994 | Премия международного комедийного кинофестиваля Веве   | Лучший короткометражный фильм                      | «Эта замечательная жизнь Франца Кафки»    | Победа    | [ 61 ]  |
| 1995 | «Оскар»                                                | Лучший игровой короткометражный фильм              | «Эта замечательная жизнь Франца Кафки»    | Победа    | [ 64 ]  |
| 2005 | AudioFile Earphones Award                              | N/A                                                | «Охота на ведьм»                          | Победа    | [ 65 ]  |
| 2006 | Премия Королевского телевизионного общества            | Лучший комедийный актёр                            | «Гуща событий»                            | Номинация | [ 66 ]  |
| 2006 | BAFTA TV                                               | Лучший комедийный актёр                            | «Гуща событий»                            | Номинация | [ 67 ]  |
| 2008 | BAFTA TV                                               | Лучший комедийный актёр                            | «Гуща событий»                            | Номинация | [ 68 ]  |
| 2008 | Премия Королевского телевизионного общества            | Лучший комедийный актёр                            | «Гуща событий»                            | Номинация | [ 69 ]  |
| 2009 | BAFTA Scotland                                         | Лучшая мужская роль                                | «В петле»                                 | Победа    | [ 70 ]  |
| 2009 | Премия британского независимого кино                   | Лучшая мужская роль                                | «В петле»                                 | Номинация | [ 71 ]  |
| 2009 | Премия сетевых кинокритиков Нью-Йорка                  | Лучший актёрский состав                            | «В петле»                                 | Победа    | [ 72 ]  |
| 2009 | Премия Ассоциации кинокритиков Лос-Анджелеса           | Лучший актёр второго плана                         | «В петле»                                 | 2-е место | [ 73 ]  |
| 2009 | Премия Круга кинокритиков Нью-Йорка                    | Лучший актёр второго плана                         | «В петле»                                 | 3-е место | [ 74 ]  |
| 2009 | Премия Ассоциации кинокритиков Чикаго                  | Лучшая мужская роль второго плана                  | «В петле»                                 | Номинация | [ 75 ]  |
| 2009 | Премия критиков Indiewire                              | Лучший актёр второго плана                         | «В петле»                                 | Номинация | [ 76 ]  |
| 2009 | Village Voice Film Poll Award                          | Лучший актёр второго плана                         | «В петле»                                 | Номинация | [ 77 ]  |
| 2009 | Gold Derby Award                                       | Лучшая мужская роль второго плана                  | «В петле»                                 | Номинация | [ 78 ]  |
| 2010 | Премия Общества сетевых кинокритиков                   | Лучшая мужская роль второго плана                  | «В петле»                                 | Номинация | [ 79 ]  |
| 2010 | Премия Ассоциации кинокритиков Центрального Огайо      | Лучший актёр второго плана                         | «В петле»                                 | 2-е место | [ 80 ]  |
| 2010 | Премия газеты Evening Standard (имени Питера Селлерса) | Лучший комедийный актёр                            | «В петле»                                 | Номинация | [ 81 ]  |
| 2010 | Online Film & Television Association Award             | Лучшая мужская роль второго плана                  | «В петле»                                 | Номинация | [ 82 ]  |
| 2010 | Online Film & Television Association Award             | Лучший актёрский состав                            | «В петле»                                 | Номинация | [ 82 ]  |
| 2010 | Премия Международного общества синефилов               | Лучший актёр второго плана                         | «В петле»                                 | 2-е место | [ 83 ]  |
| 2010 | Премия Международного общества синефилов               | Лучший актёрский состав                            | «В петле»                                 | Победа    | [ 83 ]  |
| 2010 | International Online Cinema Award                      | Лучшая мужская роль второго плана                  | «В петле»                                 | Номинация | [ 84 ]  |
| 2010 | International Online Cinema Award                      | Лучший актёрский состав                            | «В петле»                                 | Номинация | [ 84 ]  |
| 2010 | Премия Круга кинокритиков Лондона                      | Британский актёр года                              | «В петле»                                 | Номинация | [ 85 ]  |
| 2010 | «Хлотрудис»                                            | Лучшая мужская роль второго плана                  | «В петле»                                 | Победа    | [ 86 ]  |
| 2010 | «Хлотрудис»                                            | Лучший актёрский состав                            | «В петле»                                 | Победа    | [ 86 ]  |
| 2010 | SFX Award                                              | Лучший актёр                                       | «Торчвуд»                                 | Номинация | [ 87 ]  |
| 2010 | BAFTA TV                                               | Лучший комедийный актёр                            | «Гуща событий»                            | Победа    | [ 88 ]  |
| 2010 | Премия Королевского телевизионного общества            | Лучший комедийный актёр                            | «Гуща событий»                            | Номинация | [ 89 ]  |
| 2010 | Broadcasting Press Guild Award                         | Лучший актёр                                       | «Гуща событий»                            | Победа    | [ 90 ]  |
| 2010 | «Золотая нимфа»                                        | Лучший актёр в комедийном сериале                  | «Гуща событий»                            | Номинация | [ 91 ]  |
| 2010 | British Comedy Award                                   | Лучший комедийный телеактёр                        | «Гуща событий»                            | Победа    | [ 92 ]  |
| 2011 | BAFTA Scotland                                         | Лучший телеактёр                                   | «Поле крови»                              | Номинация | [ 93 ]  |
| 2012 | BAFTA TV                                               | Лучшая комедийная программа                        | «Звёзды Криклвуда»                        | Номинация | [ 94 ]  |
| 2012 | British Comedy Award                                   | Лучший комедийный телеактёр                        | «Гуща событий»                            | Победа    | [ 95 ]  |
| 2013 | BAFTA TV                                               | Лучший комедийный актёр                            | «Гуща событий»                            | Номинация | [ 96 ]  |
| 2013 | BAFTA TV                                               | Лучшая мужская роль второго плана                  | «Час»                                     | Номинация | [ 97 ]  |
| 2013 | Broadcasting Press Guild Award                         | Лучший актёр                                       | «Гуща событий» и «Час»                    | Номинация | [ 98 ]  |
| 2014 | Премия Королевского телевизионного общества Шотландии  | Специальная награда                                | N/A                                       | Победа    | [ 99 ]  |
| 2014 | GQ Men of the Year Award                               | ТВ-персона года                                    | «Доктор Кто»                              | Победа    | [ 100 ] |
| 2015 | Online Film & Television Association Award             | Лучший актёр в драматическом сериале               | «Доктор Кто»                              | Номинация | [ 101 ] |
| 2015 | BAFTA Cymru                                            | Лучшая мужская роль                                | «Доктор Кто»                              | Номинация | [ 102 ] |
| 2015 | TV Choice Award                                        | Лучший актёр                                       | «Доктор Кто»                              | Номинация | [ 103 ] |
| 2016 | TV Choice Award                                        | Лучший актёр                                       | «Доктор Кто»                              | Номинация | [ 104 ] |
| 2016 | Anglophile Award                                       | Лучший актёр в телесериале                         | «Доктор Кто»                              | Номинация | [ 105 ] |
| 2016 | BTVA People’s Choice Voice Acting Award                | Лучший состав актёров озвучивания в видеоигре      | Lego Dimensions                           | Победа    | [ 106 ] |
| 2016 | BTVA Video Game Voice Acting Award                     | Лучший состав актёров озвучивания в видеоигре      | Lego Dimensions                           | Победа    | [ 106 ] |
| 2016 | BAFTA Scotland                                         | Лучший телеактёр                                   | «Доктор Кто»                              | Номинация | [ 107 ] |
| 2018 | Sunday Herald Culture Award                            | Лучший телеактёр                                   | «Доктор Кто»                              | Победа    | [ 108 ] |
| 2019 | AudioFile Earphones Award                              | N/A                                                | «Путеводитель Спутника по жизни на Земле» | Победа    | [ 109 ] |
| 2019 | AudioFile Earphones Award                              | N/A                                                | «Обитатели холмов»                        | Победа    | [ 110 ] |
| 2019 | Voice Arts Award                                       | Лучшая озвучка аудиокниги в жанре классики         | «Обитатели холмов»                        | Номинация | [ 111 ] |
| 2020 | Audie Award                                            | Лучший актёр озвучки                               | «Обитатели холмов»                        | Номинация | [ 112 ] |
| 2020 | Премия Ассоциации киножурналистов Индианы              | Лучший актёр второго плана                         | «История Дэвида Копперфилда»              | Номинация | [ 113 ] |
| 2021 | British Short Film Award                               | Культовая премия                                   | N/A                                       | Победа    | [ 114 ] |
| 2022 | BAFTA Scotland                                         | Лучшая мужская роль                                | «Благословение»                           | Номинация | [ 115 ] |
| 2022 | BAFTA Scotland                                         | Выдающиеся достижения в области кино и телевидения | N/A                                       | Победа    | [ 116 ] |

### Прочие награды
- Капальди отказался от звания офицера ордена Британской империи, заявив: «Я в этом особо не заинтересован. Я считаю, это замечательно, что людей им награждают, но это не совсем по мне»[117].